# Port lotniczy Margate
Lotnisko Margate (kod ICAO: FAMG, IATA MGH) – lotnisko w Margate, położone w południowo-wschodniej Republice Południowej Afryki.

## Linie lotnicze i połączenia
| Linia Lotnicza | Kierunek        |
| -------------- | --------------- |
| CemAir         | 1. Johannesburg |